# コスタナイ州
コスタナイ州 (コスタナイしゅう、カザフ語: Қостанай облысы、ロシア語: Костанайская область) は、中央アジアのカザフスタンの州の1つ。
北はロシアに、東は北カザフスタン州とアクモラ州に接し、西はアクトベ州に接し、南はウルタウ州に接する。州都はコスタナイ。